# Вімблдонський турнір 1982
Вімблдонський турнір 1982 проходив з 21 червня по 4 липня 1982 року на кортах Всеанглійського клубу лаун-тенісу і крокету в передмісті Лондона Вімблдоні. Це був 96-ий Вімблдонський чемпіонат, а також другий турнір Великого шолома з початку року. 

## Огляд подій та досягнень
У чоловіків Джиммі Коннорс виграв у фіналі в минулорічного чемпіона Джона Макінроя й здобув своє друге вімблдонське чемпіонство та шостий титул Великого шолома. 
У жінок Мартіна Навратілова захистила титул вімблдонської чемпіонки. Вона виграла Вімблдон утретє в одиночному розряді, а враховуючи перемогу разом і Пем Шрайвер у парному розряді, довела число виграних титулів Великого шолома до 16.

## Результати фінальних матчів

### Дорослі
| Одиночний розряд. Джентльмени   |                             |                                   |
| Джиммі Коннорс                  | Джон Макінрой               | 3–6, 6–3, 6–7(2–7), 7–6(7–5), 6–4 |
|                                 |                             |                                   |
| Одиночний розряд. Леді          |                             |                                   |
| Мартіна Навратілова             | Кріс Еверт-Ллойд            | 6–1, 3–6, 6–2                     |
|                                 |                             |                                   |
| Парний розряд. Джентльмени      |                             |                                   |
| Пітер Макнамара Пол Макнамі     | Пітер Флемінг Джон Макінрой | 6–3, 6–2                          |
|                                 |                             |                                   |
| Парний розряд. Леді             |                             |                                   |
| Мартіна Навратілова Пем Шрайвер | Кеті Джордан Енн Сміт       | 6–4, 6–1                          |
|                                 |                             |                                   |
| Мікст                           |                             |                                   |
| Енн Сміт Кевін Каррен           | Венді Тернбулл Джон Ллойд   | 2–6, 6–3, 7–5                     |
|                                 |                             |                                   |

### Юніори
| Одиночний розряд. Хлопці  |                            |                    |
| Пет Кеш                   | Генрік Сундстрем           | 6–4, 6–7(5–7), 6–3 |
|                           |                            |                    |
| Одиночний розряд. Дівчата |                            |                    |
| Катрін Танв'є             | Гелена Сукова              | 6–2, 7–5           |
|                           |                            |                    |
| Парний розряд. Хлопці     |                            |                    |
| Пет Кеш Джон Фроулі       | Рік Ліч Джон Росс          | 6–3, 6–4           |
|                           |                            |                    |
| Парний розряд. Дівчата    |                            |                    |
| Пенні Барг Бет Герр       | Барбара Геркен Гретхен Раш | 6–1, 6–4           |
|                           |                            |                    |